# Championnat du Ghana de football 2003
Navigation
Saison précédente Saison suivante
La saison 2003 du Championnat du Ghana de football est la quarante-quatrième édition de la première division au Ghana, la Premier Division. Elle regroupe, sous forme d'une poule unique, les seize meilleures équipes du pays qui se rencontrent deux fois, à domicile et à l'extérieur. En fin de saison, les deux derniers du classement sont relégués et remplacés par les deux meilleures formations de deuxième division tandis que le 14e doit passer par un barrage de promotion-relégation face au 3e de D2.
C'est le club d'Asante Kotoko qui met fin au règne de Hearts of Oak, vainqueur des six dernières éditions, en remportant le championnat cette saison après avoir terminé en tête du classement final, avec neuf points d'avance sur le tenant du titre (qui termine tout de même la compétition invaincu) et vingt-et-un sur King Faisal Babies. C'est le dix-neuvième titre de champion du Ghana de l'histoire du club, le premier depuis dix ans.
La réforme des compétitions continentales et la disparition de la Coupe d'Afrique des vainqueurs de coupe modifient les critères de qualifications en fin de saison. À partir de cette année, le champion et son dauphin se qualifient pour la Ligue des champions de la CAF tandis que les 3e et 4e du classement obtiennent leur billet pour la toute nouvelle Coupe de la confédération (en l'absence de la Coupe du Ghana).

## Les clubs participants
| - Hearts of Oak SC - Asante Kotoko - Goldfields SC - Great Olympics - Real Tamale United - King Faisal Babies - Berekum Arsenal - Brong Ahafo United | - Power FC - Prestea Mines Stars - Hearts of Lions Kpando - Promu de D2 - Dansoman Stay Cool FC - Promu de D2 - Sekondi Hasaacas - Okwahu United - Liberty Professionals - Bofoakwa Tano FC |

## Compétition
Le barème de points servant à établir les classements se décompose ainsi :
- Victoire : 3 points
- Match nul : 1 point
- Défaite : 0 point

### Classement
| Rang | Équipe                    | Pts | J  | G  | N  | P  | Bp | Bc | Diff |
| ---- | ------------------------- | --- | -- | -- | -- | -- | -- | -- | ---- |
| 1    | Asante Kotoko             | 75  | 30 | 23 | 6  | 1  | 52 | 13 | +39  |
| 2    | Hearts of OakT            | 66  | 30 | 18 | 12 | 0  | 45 | 12 | +33  |
| 3    | King Faisal Babies        | 54  | 30 | 15 | 9  | 6  | 44 | 21 | +23  |
| 4    | Liberty Professionals     | 47  | 30 | 12 | 11 | 7  | 39 | 31 | +8   |
| 5    | Berekum Arsenal           | 41  | 30 | 12 | 5  | 13 | 27 | 21 | +6   |
| 6    | Great Olympics            | 39  | 30 | 10 | 9  | 11 | 32 | 30 | +2   |
| 7    | Real Tamale United        | 38  | 30 | 10 | 8  | 12 | 27 | 31 | -4   |
| 8    | Sekondi Hasaacas          | 37  | 30 | 9  | 10 | 11 | 21 | 26 | -5   |
| 9    | Okwahu United             | 36  | 30 | 9  | 9  | 12 | 29 | 32 | -3   |
| 10   | Hearts of Lions KpandoP   | 35  | 30 | 10 | 5  | 15 | 29 | 44 | -15  |
| 11   | Power FC                  | 34  | 30 | 9  | 7  | 14 | 20 | 28 | -8   |
| 12   | Bofoakwa Tano FC          | 31  | 30 | 8  | 7  | 15 | 20 | 31 | -11  |
| 13   | Brong Ahafo United -3     | 28  | 30 | 9  | 4  | 17 | 20 | 39 | -19  |
| 14   | Goldfields SC -12         | 26  | 30 | 9  | 11 | 10 | 26 | 34 | -8   |
| 15   | Prestea Mines Stars -6    | 26  | 30 | 9  | 5  | 16 | 25 | 38 | -13  |
| 16   | Dansoman Stay Cool FCP -3 | 20  | 30 | 5  | 8  | 17 | 18 | 43 | -25  |

|  | Qualification pour la Ligue des champions de la CAF 2004 |
|  | Qualification pour la Coupe de la confédération 2004     |
|  | Participation au barrage de promotion-relégation         |
|  | Relégation directe en deuxième division                  |
|  | T : Tenant du titre P : Promu de deuxième division       |

### Matchs

#### Barrage de promotion-relégation
| Équipe 1      | Résultat | Équipe 2                     |
| ------------- | -------- | ---------------------------- |
| Goldfields SC | -        | (D2) 3e de deuxième division |

## Bilan de la saison
| Championnat du Ghana de football 2003 |                           |
| Champion                              | Asante Kotoko (19e titre) |
| Coupes et trophées                    |                           |
| Vainqueur de la Coupe du Ghana 2003   | Non disputée              |
| Qualifications continentales          |                           |
| Ligue des champions de la CAF 2004    | Asante Kotoko             |
| Ligue des champions de la CAF 2004    | Hearts of Oak             |
| Coupe de la confédération 2004        | King Faisal Babies        |
| Coupe de la confédération 2004        | Liberty Professionals     |
| Promotions et relégations             |                           |
| Promus en Premier League              | Feyenoord Academy         |
| Promus en Premier League              | Real Sportive             |
| Relégués en Second League             | Prestea Mines Stars       |
| Relégués en Second League             | Dansoman Stay Cool FC     |